# Mount Mitchell
Mount Mitchell je nejvyšší hora Appalačského pohoří. Má nadmořskou výšku 2 037 m. Je součástí pohoří Blue Ridge Mountains, respektive její části Black Mountains. Mount Mitchell leží na východě Spojených států amerických, ve státě Severní Karolína. Je nejvyšší horou ve Spojených státech východně od řeky Mississippi.